# William Dupree
William Francis „Bill“ Dupree (* 7. Juni 1909 in Saranac Lake, New York; † 25. Februar 1955 in Bound Brook, New Jersey) war ein US-amerikanischer Bobfahrer.

## Biografie
William Dupree war wie sein jüngerer Bruder Donald Footballspieler, spielte jedoch im Gegensatz zu diesem nie auf College-Ebene. Als die Olympia-Bobbahn Mount Van Hoevenberg für die Olympischen Spiele 1932 errichtet wurde, wurde Duprees Interesse für den Bobsport geweckt. 1937 gewann er bei der Weltmeisterschaft in St. Moritz im Viererbob die Bronzemedaille.
1947 wurde er Amateur-Athletic-Union-Meister und gewann bei den Olympischen Spielen 1948 im Viererbob-Wettbewerb zusammen mit seinem Bruder Donald, Thomas Hicks und Pilot James Bickford die Bronzemedaille.
William Dupree arbeitete die meiste Zeit seines Lebens im Familienbauunternehmen. Während des Zweiten Weltkriegs diente er drei Jahre lang bei der US Army.